# Fotoperiodismo negli insetti
Il fotoperiodismo ha negli insetti grande importanza.
Ad esempio, quando verso la fine dell'autunno i giorni si accorciano sensibilmente, gli insetti cominciano a subire adattamenti fisiologici necessari alla loro sopravvivenza invernale; per converso, essi in primavera debbono uscire dall'ibernamento e lo fanno quando le condizioni ambientali si presentano favorevoli, o almeno sopportabili, sia per quanto riguarda temperatura ed umidità, sia rispetto alla disponibilità di cibo ed alle condizioni richieste per l'accoppiamento, la maturazione dei germi, l'ovideposizione, ecc.
Il fotoperiodo, nella sua rigorosa regolarità, è un fattore di primissimo piano nell'influenzare l'etologia ed il polimorfismo stagionale, gli adattamenti ecologici, le diapause, la differenziazione di popolazioni regionali, la speciazione, ecc. Gli altri ritmi che l'accompagnano, riguardanti il clima, la temperatura, l'umidità, ecc., essendo variabili hanno minore importanza.
Il carattere più evidente del fotoperiodismo è quello relativo alla sua funzione nella fenologia di specie; le fasi di sviluppo e di comportamento eto-ecologico di queste debbono infatti mantenersi in un certo grado di sincronismo con i cambiamenti che si verificano nel loro areale trofoforico.
Si deve notare che, se gli Esapodi sono capaci di utilizzare i cicli fotoperiodici come guida nei cambiamenti stagionali, ciò vuol dire che essi possono "distinguere"  i giorni lunghi da quelli corti, il che implica un meccanismo fisiologico per la misura del tempo ("orologio interno"), ed il periodismo dei vari comportamenti degli Insetti rispetto al fotoperiodo non si può spiegare semplicemente con una loro immediata reazione agli stimoli ambientali. In effetti si tratta di un fenomeno molto complesso, endogeno, a determinismo ormonale. Secondo HARKER l'ormone responsabile proviene da un gruppo di cellule neuricriniche dello gnatocerebro, il cui ritmo di produzione è governato, via nervosa, da cellule neuricriniche del protocerebro che, a loro volta, via tegumento e tramite pterine, vengono stimolate dal fotoperiodismo ambientale  nonché da altri fattori. Se si tiene conto dell'importanza che il sistema endocrino degli Insetti ha in moltissimi fenomeni fisiologici, si vede bene quali ripercussioni biologiche possono avere i fotoperiodi come attivatori delle cellule neuricriniche cerebrali.